# Le Mouvement de la ruralité
Le Mouvement de la ruralité (LMR), appelé Chasse, pêche, nature et traditions (CPNT) jusqu'en 2019, est un parti politique français créé en 1989. Son objectif est de défendre un certain nombre de valeurs traditionnelles de la France rurale, notamment la chasse, ainsi que la préservation des milieux naturels. Ses fondateurs sont André Goustat, Jean Saint-Josse, Jean Seinlary et Pierre Fuziès.
CPNT obtient jusqu'à environ 5 % des voix lors des élections nationales (notamment Jean Saint-Josse à l'élection présidentielle de 2002) et des élus dans un certain nombre de scrutins entre 1989 et 2002, avant de baisser dans les votes. En 2010, il s'associe à l'UMP, devenue ensuite LR.

## Histoire

### Fondation et premières années (1989-1999)
CPNT est fondé en 1989 afin de combler un déficit de représentation politique des chasseurs. Candidat aux élections européennes de 1989 et de 1994, le mouvement ne remporte aucun siège. Lors des élections régionales de 1992, le parti parvient à faire élire 29 conseillers régionaux, et deux de plus en 1998.

### Succès relatifs (1999-2002)

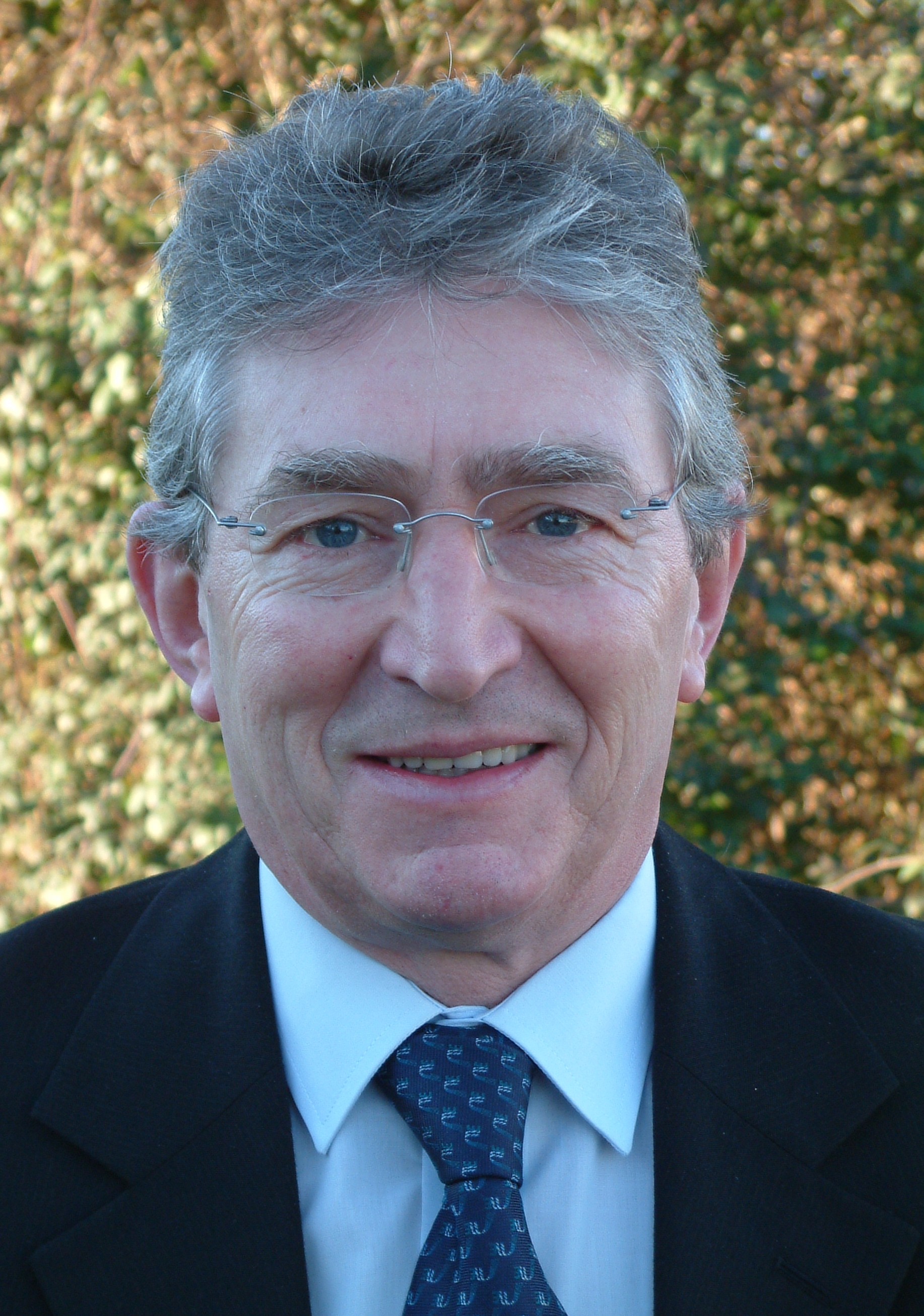
Jean Saint-Josse, cofondateur de CPNT, élu député européen en 1999 et candidat à l'élection présidentielle de 2002.

CPNT rassemble 6,77 % des suffrages exprimés lors des élections européennes de 1999, et fait élire six députés européens, dont son président Jean Saint-Josse qui est tête de liste.
En 2001, il doit faire face à une scission avec la naissance du parti Droit de chasse, qui est lancé par des dissidents de CPNT dans les Bouches-du-Rhône, proches de Bruno Mégret.
Lors de l'élection présidentielle de 2002, Jean Saint-Josse obtient 4,23 % des suffrages exprimés (1,2 million de voix).

### Première période de déclin (2002-2007)
Après le premier tour des élections régionales de 2004, CPNT, sous la présidence de Jean Saint-Josse, qui disposait pourtant d'élus dans les précédents conseils régionaux, choisit de ne pas fusionner avec d'autres listes dans les 5 régions (sur 8) où le mouvement a franchi la barre des 5 % qui l'y aurait autorisé, et de ne donner aucune consigne de vote à ses électeurs. Après le scrutin, CPNT n'est plus représenté dans les conseils régionaux, où il possédait 32 élus.
Aux élections européennes de 2004, il n'arrive pas à atteindre 3 %, seuil nécessaire au remboursement des frais de campagne, que dans l'une des cinq circonscriptions dans lesquelles il s'était présenté, celle du Sud-Ouest. Cette situation provoque un déficit de 300 000 euros et la perte de ses six députés européens, dont seul Jean-Louis Bernié se représenta sous la bannière CPNT, Véronique Mathieu rejoignant la liste UMP de la circonscription Est.
Après ces échecs, plusieurs cadres du parti ont rejoint l'UMP ou le MPF.
Le 2 septembre 2006, à l’issue d’une élection primaire interne, CPNT désigne Frédéric Nihous comme candidat à l'élection présidentielle de 2007. Il recueille au premier tour 420 645 voix, soit 1,15 %. Cette perte importante par rapport à 2002 s'explique en partie par les transferts de voix en faveur de Nicolas Sarkozy dans les fiefs du parti. Au deuxième tour, Frédéric Nihous appelle au rejet de « l'écologie punitive inspirée par les Verts », lesquels se sont ralliés à Ségolène Royal. Aux législatives de 2007, auxquelles CPNT présente 253 candidats en parité, CPNT appelle à voter pour l'UMP au deuxième tour.

### Rapprochement avec l'UMP et LR (depuis 2007)
Au second tour de l'élection présidentielle de 2007, CPNT appelle à voter contre Ségolène Royal. Aux législatives de juin 2007, il appelle à voter pour les candidats de l'UMP au second tour. À la suite des élections européennes de 2009, CPNT répond favorablement au souhait de l’UMP de rejoindre la majorité présidentielle par l’établissement d’un partenariat programmatique et politique. Ce qui est acté par un vote des instances du mouvement dans le courant de cette même année. Dès lors CPNT a fait partie intégrante de la majorité présidentielle durant le mandat de Nicolas Sarkozy.
Président de CPNT depuis 1998, Jean Saint-Josse a décidé de ne pas se représenter à la tête du mouvement en 2008. Frédéric Nihous lui succède le 14 janvier 2008 lors d'une réunion à Orly (Val-de-Marne) où le comité exécutif du mouvement l'a élu.
À l'occasion des élections européennes de 2009, CPNT fait alliance avec le Mouvement pour la France (droite à extrême droite) sur les listes Libertas, incarnées par Philippe de Villiers. Cette alliance est rejetée par le seul comité héraultais de CPNT, dont les dirigeants s’étaient unilatéralement et préalablement déjà engagés avec le président du Conseil régional Languedoc-Roussillon Georges Frêche (divers gauche) ; ils ne font depuis plus partie de CPNT.
Lors des élections régionales de 2010, un accord de partenariat avec l’UMP est validé par les instances nationales du mouvement pour toutes les régions. Grâce à cet accord, CPNT obtient six conseillers régionaux et fait son retour dans ces collectivités.
À l'occasion de l'élection présidentielle de 2012, CPNT apporte son soutien à Nicolas Sarkozy après l'échec de Frédéric Nihous dans sa quête des 500 signatures ; celui-ci devient le « porte-parole ruralité » de Nicolas Sarkozy pendant la campagne électorale. Lors des législatives de 2012, CPNT devient officiellement un mouvement associé à l'UMP.
Frédéric Nihous est reconduit à l'unanimité à la présidence du Mouvement lors du Comité directeur du 27 avril 2013 à Rungis. Il y annonce d’ores et déjà préparer la relève en annonçant qu’il démissionnera et passera le relai à mi-mandat. Comme prévu, Eddie Puyjalon est élu président de CPNT en mars 2016. Dans le cadre de la primaire de la droite et du centre de 2016, CPNT soutient Nicolas Sarkozy au premier tour, puis François Fillon au second. Eddie Puyjalon est le conseiller chasse de François Fillon pour cette élection. 

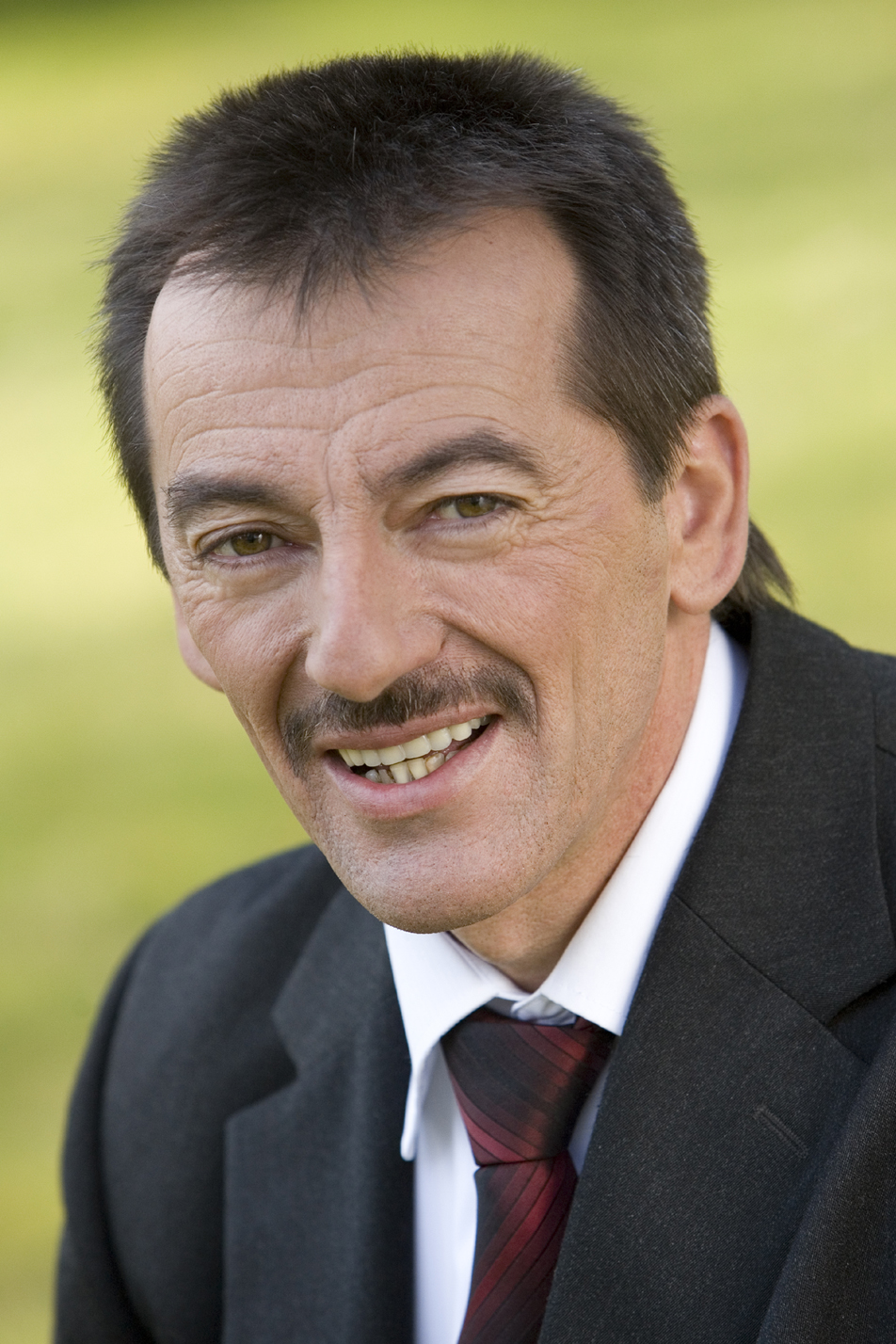
Eddie Puyjalon, président de CPNT puis de LMR jusqu'en 2022.

En septembre 2019, le mouvement change de nom pour devenir Le Mouvement de la ruralité,.
En 2021, le Mouvement de la ruralité présente une liste aux élections régionales en Nouvelle-Aquitaine. Eddie Puyjalon est tête de liste, associé à Jean Lassalle pour Résistons. Ils terminent à 7,3 % des suffrages exprimés, devant la porte-parole de LFI. Ils ne font aucune alliance au second tour et ne rentrent pas au conseil régional malgré les 109 000 voix obtenues.
Aux élections législatives de juin 2022, le mouvement choisit de présenter dans la 9e circonscription de Paris une homonyme de Sandrine Rousseau, candidate de la NUPES, dans l'objectif d'« embêter les parlementaires à l’opposé de nos valeurs », affirme dans une interview le président Eddie Puyjalon.
Éric Doumas, successeur d'Eddie Puyjalon à la tête du parti, tente d'émanciper LMR de son image de « parti des chasseurs ». Essayant de se rapprocher de l'UDI et d'Horizons, il est fortement contesté par tous les cadres, dont Eddie Puyjalon. Il est démis de ses fonctions à plusieurs reprises avant de perdre définitivement sa présidence par une nouvelle élection interne ordonnée et gérée par la justice à laquelle il ne se représente pas. Bernard Borel devient président du parti le 24 janvier 2024.

## Positionnement sur l'échiquier politique
Si Jean Saint-Josse ou Frédéric Nihous sont issus du RPR, CPNT se déclare à l'origine comme mouvement indépendant mais en opposition totale au parti Les Verts. Entre 1999 et 2004, CPNT siège au Parlement européen dans le groupe EDD aux côtés de partis de droite eurosceptiques. En 2004 une alliance avec Philippe de Villiers est envisagée par une partie du mouvement. Elle se concrétise pour les élections européennes de 2009, par un vote à la quasi-unanimité des instances du mouvement. Mais elle provoque des départs massifs car nombre d'adhérents pensent que leur accord sur la chasse masque nombre de désaccords sur d'autres sujets.

## Résultats électoraux

### Élections présidentielles
| Année | Candidat                                         | 1er tour                                         | 1er tour                                         | 1er tour                                         |
| Année | Candidat                                         | Voix                                             | %                                                | Rang                                             |
| ----- | ------------------------------------------------ | ------------------------------------------------ | ------------------------------------------------ | ------------------------------------------------ |
| 2002  | Jean Saint-Josse                                 | 1 204 689                                        | 4,23                                             | 9e                                               |
| 2007  | Frédéric Nihous                                  | 420 645                                          | 1,15                                             | 11e                                              |
| 2012  | soutien à Nicolas Sarkozy                        | soutien à Nicolas Sarkozy                        | soutien à Nicolas Sarkozy                        | soutien à Nicolas Sarkozy                        |
| 2017  | soutien à François Fillon puis à Emmanuel Macron | soutien à François Fillon puis à Emmanuel Macron | soutien à François Fillon puis à Emmanuel Macron | soutien à François Fillon puis à Emmanuel Macron |

### Élections législatives
| Année | 1er tour       | 1er tour       | Sièges         |
| Année | Voix           | %              | Sièges         |
| ----- | -------------- | -------------- | -------------- |
| 1993  | 26 699         | 0,07           | 0 / 577        |
| 1997  | Aucun candidat | Aucun candidat | Aucun candidat |
| 2002  | 422 448        | 1,67           | 0 / 577        |
| 2007  | 213 427        | 0,82           | 0 / 577        |
| 2012  |                |                | 0 / 577        |
| 2022  | 68 702         | 0,30           | 0 / 577        |
| 2024  | 847            | 0,00           | 0 / 577        |

- Élections législatives de 2012 : aucun élu. CPNT présente seulement trois candidats sous l'étiquette UMP/CPNT, éliminés dès le premier tour, sur les 577 circonscriptions.

### Élections européennes
| Année | %    | Sièges | Rang | Tête de liste           | Groupe |
| ----- | ---- | ------ | ---- | ----------------------- | ------ |
| 1989  | 4,13 | 0 / 81 | 7e   | André Goustat           | -      |
| 1994  | 3,96 | 0 / 87 | 7e   | André Goustat           | -      |
| 1999  | 6,77 | 6 / 87 | 7e   | Jean Saint-Josse        | EDD    |
| 2004  | 1,73 | 0 / 74 | 9e   | -                       | -      |
| 2009a | 4,80 | 0 / 74 | 8e   | -                       | -      |
| 2014  | -    | -      | -    | -                       | -      |
| 2019b | 8,48 | 0 / 79 | 4e   | François-Xavier Bellamy |        |

a Au sein de Libertas avec le MPF, qui a obtenu un siège.

b Liste commune avec Les Républicains et Les Centristes.

### Élections régionales
| Année | 1er tour   | 1er tour   | Conseillers |
| Année | Voix       | %          | Conseillers |
| ----- | ---------- | ---------- | ----------- |
| 1992  |            |            | 29          |
| 1998  |            |            | 31          |
| 2004  | 397 024    | 1,64       | 0 / 1880    |
| 2010  | Avec l'UMP | Avec l'UMP | 6           |
| 2015  | Avec LR    | Avec LR    | 5           |

- Élections régionales de 1992 : 29 élus ventilés dans 13 régions (dont 10 élus pour la seule région Aquitaine).
- Élections régionales de 1998 : 32 élus ventilés dans 17 régions.

### Élections cantonales
- Élections cantonales de 1992 : pas de candidat.
- Élections cantonales de 1994 : pas de candidat.
- Élections cantonales de 1998 : pas de candidat.
- Élections cantonales de 2001 : 4 élus (Nicolas Lotin Canton de Saint-Valery-sur-Somme et Yves Butel Canton d'Abbeville-Sud en Somme ; Francis Magenties Canton de Lesparre-Médoc en Gironde ; Christophe Morgo canton de Mèze dans l'Hérault ; 52 candidats.
- Élections cantonales de 2004 : aucun élu - 17 786 voix (0,17 % des suffrages exprimés). 1 candidat passe le 1er tour.
- Élections cantonales de 2008 : 2 réélus (Francis Magenties en Gironde (56,06 % des suffrages exprimés au second tour) et Christophe Morgo dans l'Hérault (72,04 % des suffrages exprimés au second tour)).
- Élections cantonales de 2011 : aucun élu. Le CPNT présente quelques candidats dans toute la France.

### Élections sénatoriales
- Élections sénatoriales de 1989 : pas de candidat.
- Élections sénatoriales de 1992 : pas de candidat.
- Élections sénatoriales de 1995 : pas de candidat.
- Élections sénatoriales de 1998 : pas de candidat.
- Élections sénatoriales de 2001 : pas de candidat.
- Élections sénatoriales de 2004 : pas de candidat.
- Élections sénatoriales de 2008 : aucun élu. En Gironde liste conduite par Eddie Puyjalon - huit voix. Hérault : liste conduite par Ferdinand Jaoul - 31 voix.
- Élections sénatoriales de 2011 : aucun élu.

## Élus et personnalités

### Présidents
- 1989 - 1998 : André Goustat
- 1998 - 2008 : Jean Saint-Josse
- 2008 - 2016 : Frédéric Nihous
- 2016 - 2022 : Eddie Puyjalon[23]
- 2022 - 2024 : Éric Doumas
- Depuis 2024 : Bernard Borel

### Conseillers régionaux

#### Conseillers régionaux 2010-2015
- Frédéric Nihous (Aquitaine)
- Thierry Joulin (Poitou-Charente)
- Pascale Guittet (Poitou-Charente)
- Marie-Christine Git (Rhône-Alpes)
- Jean Pilniak (Picardie)
- Didier Vergy (Basse-Normandie)

#### Conseillers régionaux 2015-2021
- Eddie Puyjalon (Nouvelle-Aquitaine), élu en Gironde
- Monique Huon (Hauts-de-France), élue dans le Nord
- Frédéric Nihous (Hauts-de-France), élu dans le Nord ; a quitté le parti après son élection
- Didier Vergy (Normandie), élu dans le Calvados, maire de Landes-sur-Ajon
- Pascal Marie (Normandie), élu dans la Manche
- Yves d’Amecourt (Nouvelle-Aquitaine), élu en Gironde
- Jordan Grosse-Cruciani (Grand Est), élu dans les Vosges, conseiller municipal de Charmes

#### Mandature 2021-2028
| Région               | Élus                                                  | Groupe                                                        | Sièges   |
| -------------------- | ----------------------------------------------------- | ------------------------------------------------------------- | -------- |
| Auvergne-Rhône-Alpes | Marie-France Dabert - Christophe Fournier (apparente) | Les Républicains, divers droite, société civile et apparentés | 2 / 204  |
| Paca                 | Jean-Paul David                                       | Notre région d'abord                                          | 1 / 123  |
| Total                | Total                                                 | Total                                                         | 3 / 1757 |

### Conseillers départementaux
- Martine Aury (Vendée), élue dans le canton de Saint-Jean-de-Monts, conseillère municipale de Notre-Dame-de-Monts. Jusqu’en 2021
- Sonia Colemyn (Gironde), élue dans le canton du Nord-Médoc en binôme avec Grégoire de Fournas (Front national).jusqu’en 2021
- Jean-Francois Nativel (La Reunion), élu dans le canton de Saint Paul. Conseiller Municipal de Saint Paul.

### Maires
- Francis Barthes, maire de Saint-Jean-de-Minervois (Hérault) de 2001 à 2020.
- Didier Vergy, maire de Landes-sur-Ajon (Calvados) depuis 2008.
- Pierre Rogé, maire de Latour-Bas-Elne (Pyrénées orientales) de 2001 à 2020.
- Frédéric Hance, maire de Liffol-le-Grand (Vosges) de 2001 à 2014.
- Jean-Luc Hallé, maire d'Hamel (Nord) depuis 1982.
- Guy Lauret, maire de Vendargues (Hérault) depuis 2020.

## Identité visuelle

Logo de CPNT (jusqu'en 2019).
Logo du Mouvement de la ruralité (depuis 2019).

## Dans la culture
Dans l'album L'Ordure à l'état pur, du groupe de black metal français Peste noire, la première chanson est intitulée Casse, pêches, fractures et traditions.